# پان فنگژن
پان فنگژن (انگلیسی: Pan Fengzhen؛ زادهٔ ۱ ژوئیهٔ ۱۹۸۵) ورزشکار هاکی روی چمن اهل چین است.
وی در مسابقات کشوری و بین‌المللی در مجموع برندهٔ ۱ مدال نقره شده‌است.